# Rudolf Müller (politik SDAP)
Rudolf Müller (27. července 1864 Mnichov u Karlových Varů – 22. března 1955 Vídeň) byl rakouský sociálně demokratický politik, na počátku 20. století poslanec Říšské rady, v meziválečném období poslanec rakouské Národní rady, později člen Spolkové rady.

## Biografie
Vychodil národní školu. Byl správcem německo-rakouské železničářské organizace a ředitelem železničářského domu ve Vídni. Vydával odborné spisy. Angažoval se v Sociálně demokratické straně Rakouska.
Na počátku 20. století se zapojil i do celostátní politiky. V doplňovacích volbách roku 1908 získal mandát v Říšské radě (celostátní zákonodárný sbor) za obvod Slezsko 7. Usedl do poslanecké frakce Klub německých sociálních demokratů. Mandát obhájil i ve volbách do Říšské rady roku 1911, za obvod Dolní Rakousy 7. Ve vídeňském parlamentu setrval až do zániku monarchie.Profesně byl k roku 1911 uváděn jako člen dělnického poradního sboru.
Po válce zasedal v letech 1918–1919 jako poslanec Provizorního národního shromáždění Německého Rakouska (Provisorische Nationalversammlung), následně od 4. března 1919 do 31. května 1919 jako poslanec Ústavodárného národního shromáždění Rakouska, stále za rakouskou sociálně demokratickou stranu. Od 1. prosince 1920 do 24. května 1932 byl členem Spolkové rady (horní komora rakouského parlamentu).
V letech 1918–1923 zasedal ve Vídeňské obecní radě. Byl také poslancem Dolnorakouského zemského sněmu a v letech 1918–1920 působil i jako člen tamního zemského výboru (zemský rada).